# حسين أباد (كوهستان)
حسين أباد (بالفارسية: حسین‌آباد) هي قرية تقع في إيران في Kuhestan Rural District. يقدر عدد سكانها بـ 74 نسمة .